# Salomon Wolff
Salomon Wolff (geboren 1. Juli 1901 in Minsk, Russisches Kaiserreich; gestorben im Juni 1977 in Paris) war ein französischer Journalist.

## Leben

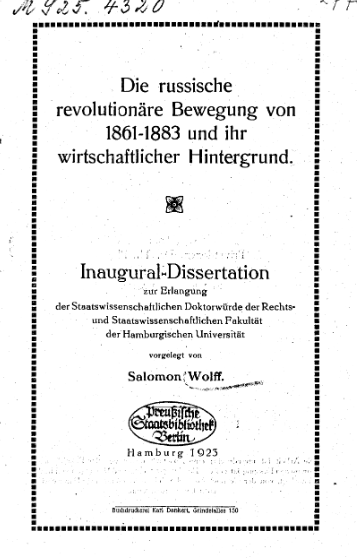
Dissertation (1923)

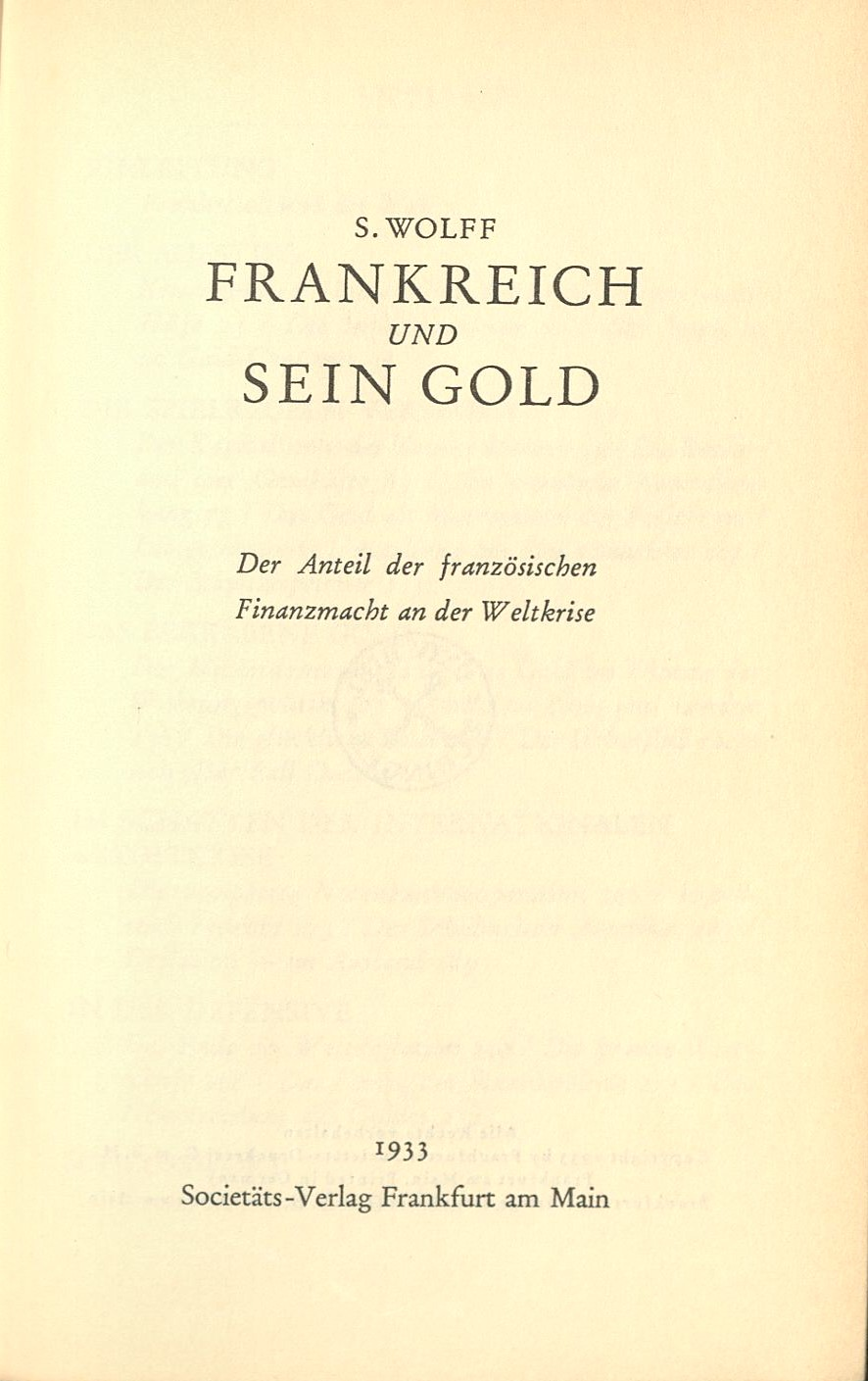
Frankreich und sein Gold (1933) – Analyse zur Weltwirtschaftskrise

Salomon Wolff war ein Sohn des Brauereidirektors Max Wolff und der Paula Gurwitsch. Er wuchs in Kowno, dem Wohnort seiner Eltern, auf, besuchte dort das Gymnasium und floh 1915 vor dem Kriegsgeschehen nach Moskau. Er absolvierte 1918 das Gymnasium der „Gesellschaft von Pädagogen und Eltern“ in Moskau, ging dann wieder nach Kowno und kam 1919 zum Studium der Nationalökonomie nach Deutschland. Er wurde 1923 bei Theodor Plaut und Richard Salomon an der Universität Hamburg promoviert und ging als Auslandskorrespondent deutscher Zeitungen nach Paris. Ab Ende der 1920er Jahre fungierte er dort als Wirtschaftskorrespondent der Frankfurter Zeitung.
Nach der Machtübergabe an die Nationalsozialisten 1933 wurde Wolff als Jude von der Frankfurter Zeitung im Jahr 1934 entlassen. Er ging in die Niederlande und arbeitete für eine Bank. 1939 wurde er in Paris Wirtschaftskorrespondent für die Neue Zürcher Zeitung (NZZ). Nach der deutschen Eroberung Frankreichs 1940 hielt er sich in Vichy-Frankreich auf und musste sich vor der Judenverfolgung verstecken.
Nach der Befreiung Frankreichs 1944 schrieb Wolff wieder als Pariser Wirtschaftskorrespondent für die NZZ. Er war mit dem französischen Politiker Jean Monnet befreundet. Wolff zog sich 1976 aus dem Tagesgeschäft des Journalismus heraus und starb im Folgejahr.

## Schriften (Auswahl)
- Die russische revolutionäre Bewegung von 1861–1883 und ihr wirtschaftlicher Hintergrund. Dissertation. Hamburg: Dankert, 1923
- Frankreich und sein Gold : der Anteil der französischen Finanzmacht an der Weltkrise. Frankfurt am Main : Societäts-Verlag, 1933
- Die Wirtschaftsmacht der Vereinigten Staaten. Verlag der Neuen Zürcher Zeitung, 1949
  - Les Etats-Unis : première puissance économique mondiale. Paris : Pichon et Durand-Auzias, 1950